# موزه فرهنگ فلسطین
موزه فرهنگ فلسطین (عبری: המוזיאון לתרבות הפלשתים ע"ש קורין ממן‎) موزه باستان‌شناسی در اشدود (اسرائیل) است. این موزه به فرهنگ مردم باستان فلسطین، اختصاص یافته‌است که از قرن ۱۲ پیش از میلاد در بخش ساحلی اسرائیل سکونت داشتند. این تنها موزه در جهان است که به این موضوع اختصاص داده شده‌است.
این موزه دارای یک نمایشگاه دائمی از یافته‌های باستان‌شناسی است و همچنین نمایشگاه‌های موقتی برگزار می‌کند. برنامه‌های فرهنگی متعددی برای بازدیدکنندگان برگزار می‌شود. به ویژه، آنها می‌توانند لباس‌هایی شبیه به لباس فلسطین‌های باستانی را بپوشند و غذاهای آن‌ها را امتحان کنند.
موزه فرهنگ فلسطین اولین موزه‌ای است که در سال ۱۹۹۰ در اشدود افتتاح شد.

## نگارخانه

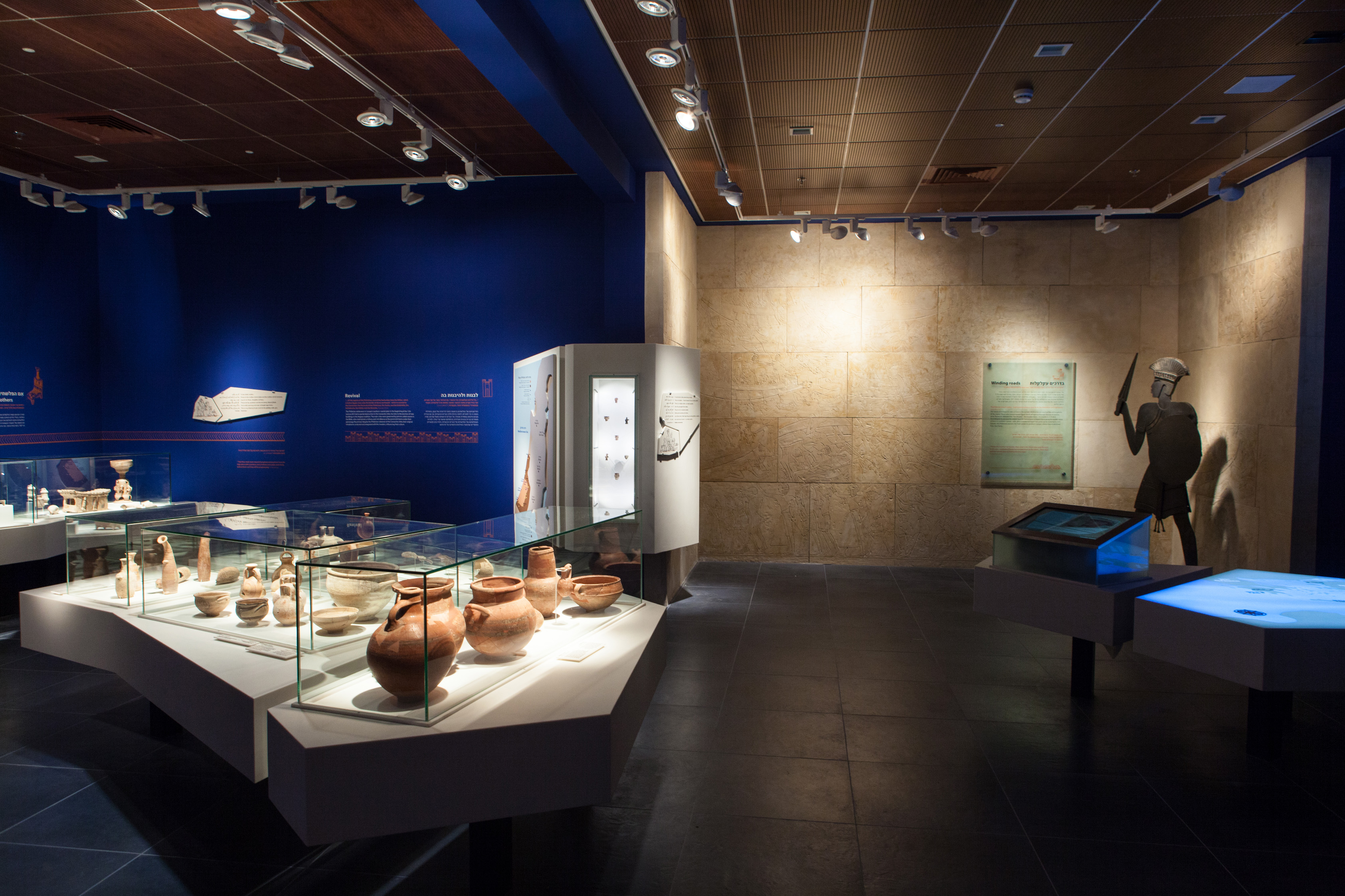
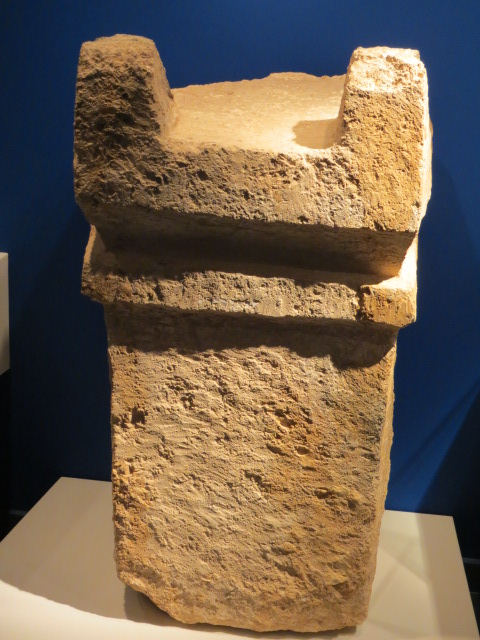
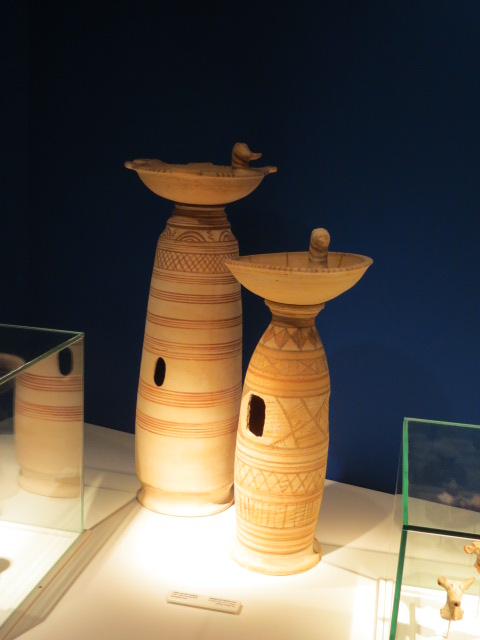
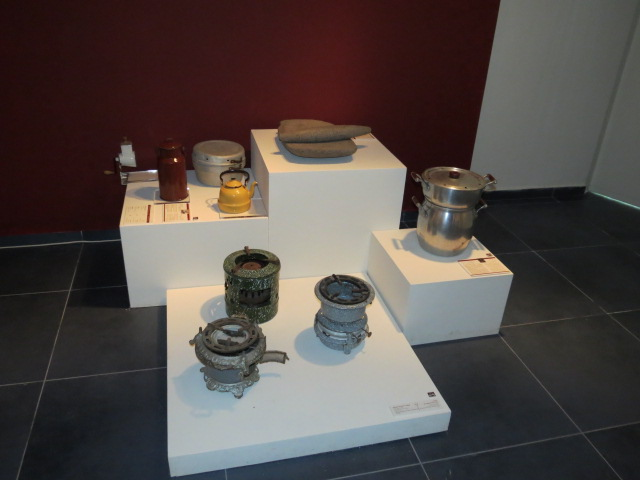